# Saint-Sulpice-de-Pommeray
Saint-Sulpice-de-Pommeray – miejscowość i gmina we Francji, w Regionie Centralnym, w departamencie Loir-et-Cher. Nazwa miejscowości pochodzi od imienia św. Sulpicjusza.
Według danych na rok 1990 gminę zamieszkiwały 1452 osoby, a gęstość zaludnienia wynosiła 126 osób/km² (wśród 1842 gmin Regionu Centralnego Saint-Sulpice-de-Pommeray plasuje się na 271. miejscu pod względem liczby ludności, natomiast pod względem powierzchni na miejscu 1065.).